# Praia do Ranchinho
A Praia do Ranchinho é uma praia agreste do município de São Mateus, estado do Espírito Santo.